# Ga Chợ sân bay
Ga Chợ sân bay (Tiếng Hàn: 공항시장역, Hanja: 空港市場驛) là ga tàu điện ngầm trên Tàu điện ngầm Seoul tuyến 9, nằm ở Gonghang-dong, Gangseo-gu, Seoul. Tên nhà ga được đặt theo tên của chợ sân bay nằm ở Gonghang-dong nối với Sân bay Quốc tế Gimpo gần đó.

## Lịch sử
- 18 tháng 9 năm 2008: Tên ga được quyết định là Ga Chợ sân bay [1]
- 24 tháng 7 năm 2009: Bắt đầu hoạt động với việc khai trương đoạn Gaehwa ~ Sinnonhyeon của Tàu điện ngầm Seoul tuyến 9

## Bố trí ga
| Sân bay Quốc tế Gimpo ↑ |
| \| W/B                  |
| ↓ Sinbanghwa            |

| Hướng Tây  | ● Tuyến 9 | Địa phương | ← Hướng đi Sân bay Quốc tế Gimpo · Gaehwa                                            |
| Hướng Đông | ● Tuyến 9 | Địa phương | → Hướng đi Magongnaru · Dangsan · Noryangjin · Bệnh viện cựu chiến binh Trung ương → |

## Xung quanh nhà ga
| Lối ra \| 나가는 곳 \| Exit \| 出口 | Lối ra \| 나가는 곳 \| Exit \| 出口                                                                |
| ----------------------------------- | -------------------------------------------------------------------------------------------------- |
| 1                                   | Khu vực sân bay Chợ sân bay                                                                        |
| 2                                   | Khu phức hợp Banghwa 11, 12 Trung tâm phúc lợi cộng đồng Banghwa 11 Trường trung học cơ sở Banghwa |
| 3                                   | Trường trung học cơ sở Gonghang Hướng Ga Sinbanghwa                                                |
| 4                                   | Trường tiểu học Seoul Songjeong Hướng tới Ga Songjeong                                             |

- Siêu thị sân bay
- Trường tiểu học Seoul Songjeong
- Trường trung học cơ sở Banghwa
- Tàu điện ngầm Seoul tuyến 5 đến ga Songjeong
- Bệnh viện Thánh tim Gangseo
- Trung tâm phúc lợi hành chính Banghwa 2-dong
- Ngân hàng KB Kookmin chi nhánh ga siêu thị sân bay